# Pyrinia icosiata
Pyrinia icosiata es una especie de polilla de la familia Geometridae. La especie fue descrita por primera vez por Francis Walker habiendo sido descrita en 1860, con distribución en Brasil.

## Descripción
Es una polilla pequeña con una envergadura de 22 milímetros (0,9 plg). Las alas anteriores son de color fucsia ahumado y opaco, punteado y teñido de fucsia más oscuro.: Notas 1  Las alas posteriores iguales, con solo una fascia central recta y una marginal más ancha. La cabeza, tórax y abdomen son de color fucsia opaco. Cara inferior de las alas son de color amarillo opaco, con manchas y marcas de color marrón rojizo opaco.